# علی‌اصغرلی (فضولی)
علی‌اصغرلی (ترکی آذربایجانی: Ələsgərli) یک منطقهٔ مسکونی در جمهوری آرتساخ است که در استان هادروت واقع شده‌است.